# Grammy Awards 1992
I Grammy Awards 1992 sono stati la 34ª edizione dell'omonimo premio musicale.

## Vincitori e candidati

### Categorie principali

#### Registrazione dell'anno
- Unforgettable - Natalie Cole e Nat King Cole; David Foster (produttore)
- (Everything I Do) I Do It for You -  Bryan Adams; Robert John "Mutt" Lange (produttore)
- Baby Baby - Amy Grant; Keith Thomas (produttore)
- Something to Talk About - Bonnie Raitt; Bonnie Raitt & Don Was (produttori)
- Losing My Religion - R.E.M.; Scott Litt & R.E.M. (produttori)

#### Album dell'anno
- Unforgettable... with Love - Natalie Cole
- Heart in Motion - Amy Grant
- Luck of the Draw - Bonnie Raitt
- Out of Time - R.E.M.
- The Rhythm of the Saints - Paul Simon

#### Canzone dell'anno
- Unforgettable, scritta da Irving Gordon, cantata da Natalie Cole con Nat King Cole
- (Everything I Do) I Do It For You, scritta da Bryan Adams, Robert John "Mutt" Lange e Michael Kamen, cantata da Bryan Adams
- Baby Baby, scritta da Amy Grant e Keith Thomas, cantata da Amy Grant
- Losing My Religion, scritta da Bill Berry, Peter Buck, Mike Mills e Michael Stipe, cantata dai R.E.M.
- Walking in Memphis, scritta e cantata da Marc Cohn

#### Miglior artista esordiente
- Marc Cohn
- Boyz II Men
- Seal
- Color Me Badd
- C+C Music Factory

### Pop

#### Miglior interpretazione vocale pop femminile
- Bonnie Raitt - Something to Talk About
- Mariah Carey - Emotions
- Oleta Adams - Get Here
- Amy Grant - Baby Baby
- Whitney Houston - All the Man That I Need

#### Miglior interpretazione vocale pop maschile
- Michael Bolton - When a Man Loves a Woman
- Bryan Adams - (Everything I Do) I Do It for You
- Marc Cohn - Walking in Memphis
- George Michael - Freedom! '90
- Aaron Neville - Warm Your Heart
- Seal - Crazy

### Alternativa

#### Miglior album di musica alternativa
- Out of Time - R.E.M.
- Mighty Like a Rose - Elvis Costello
- Doubt - Jesus Jones
- Nevermind - Nirvana
- Rumor and Sigh - Richard Thompson

### Rap

#### Miglior interpretazione rap solista
- LL Cool J - Mama Said Knock You Out
- MC Hammer – Here Comes the Hammer
- Monie Love – It's a Shame (My Sister)
- Queen Latifah - Fly Girl
- Ice-T – New Jack Hustler (Nino's Theme)

### R&B

#### Miglior canzone R&B
- Power of Love/Love Power, scritta da Marcus Miller, Luther Vandross e Teddy Vann, eseguita da Luther Vandross
- I'll Take You There, scritta da Alvertis Isbell, eseguita da BeBe e CeCe Winans ft. Mavis Staples
- I Wanna Sex You Up, scritta da Dr. Freeze, eseguita da Color Me Badd
- How Can I Ease the Pain, scritta da Narada Michael Walden e Lisa Fischer, eseguita da Lisa Fischer
- Can You Stop the Rain, scritta da Walter Afanasieff e John Bettis, eseguita da Peabo Bryson

### Reggae

#### Miglior album reggae
- As Raw As Ever - Shabba Ranks
- Iron Storm - Black Uhuru
- Gumption - Bunny Wailer
- We Must Carry On - Rita Marley
- Victims - Steel Pulse
- Jahmekya - Ziggy Marley and the Melody Makers

### Rock

#### Miglior canzone rock
- The Soul Cages, scritta da Sting, cantata da Sting
- Can't Stop This Thing We Started, scritta da Bryan Adams e Robert Lange, cantata da Bryan Adams
- Been Caught Stealing, scritta da Eric Avery e Perry Farrell, cantata da Jane's Addiction
- Enter Sandman, scritta da Kirk Hammett, James Hetfield e Lars Ulrich, cantata da Metallica
- Learning to Fly, scritta da Tom Petty, cantata da Tom Petty and the Heartbreakers
- Silent Lucidity, scritta da Chris DeGarmo, cantata da Queensrÿche

#### Miglior interpretazione metal
- Metallica - Enter Sandman
- Anthrax – Attack of the Killer B's
- Megadeth – Hangar 18
- Motörhead – 1916
- Soundgarden – Badmotorfinger

#### Miglior interpretazione vocale rock solista
- Bonnie Raitt - Luck of the Draw
- Bryan Adams – Can't Stop This Thing We Started
- Eric Clapton – 24 Nights
- John Mellencamp – Whenever We Wanted
- Robbie Robertson – Storyville
- Bob Seger – The Fire Inside

#### Miglior interpretazione rock di un duo o un gruppo
- Bonnie Raitt e Delbert McClinton - Good Man, Good Woman
- Jane's Addiction – Been Caught Stealing
- Tom Petty & the Heartbreakers – Into the Great Wide Open
- Queensrÿche – Silent Lucidity
- R.E.M. – Radio Song

#### Miglior interpretazione hard rock
- Van Halen - For Unlawful Carnal Knowledge
- AC/DC – Moneytalks
- Alice in Chains – Man in the Box
- Guns N' Roses – Use Your Illusion I

### New Age

#### Miglior album new age
- Fresh Aire 7 - Chip Davis
- In the Wake of the Wind - David Arkenstone
- Hotel Luna - Suzanne Ciani
- Borrasca - Ottmar Liebert
- Canyon Dreams - Tangerine Dream

### Videoclip

#### Miglior videoclip
- Losing My Religion - R.E.M.; Tarsem (regista), Dave Ramser (produttore)
- The Thunder Rolls - Garth Brooks
- Calling Elvis - Dire Straits
- Series of Dreams - Bob Dylan
- When You Wish Upon a Star Billy Joel

### Produzione

#### Produttore dell'anno, non classico
- David Foster
- Walter Afanasieff e Mariah Carey
- Andre Fischer
- Paul Simon
- Keith Thomas